# 當梅根離開的時候
《當梅根離開的時候》（英語：When Megan Went Away）是珍·瑟維蘭斯1979年出版的兒童繪本，插圖則由替·舒克創作。這是第一部有LGBT角色，尤其是女同性戀角色的繪本，但首例常被误认为莱斯莉·纽曼的《希瑟有两个妈妈》（1989年）。這本書經獨立出版社棒棒糖力量發行，講述女孩香農處理母親和伴侶梅根的分開。
瑟維蘭斯二十出頭在丹佛的女性主義書店工作，身為女同性戀的她想矯正市面上缺乏針對女同家庭孩子的繪本內容。《當梅根離開的時候》出版後並沒有得到廣泛傳播，但故事文本於1986年以筆名R·明特·達伊在雜誌《女士》重新出版。這部作品評價褒貶不一，部分稱讚故事是女同生活中反性別歧視的典範，但有人認為恰逢女同母親數量持上升的趨勢，所以描述同性分手時機不佳。2010年代，《當梅根離開的時候》的副本主要能在檔案館和圖書特色館藏找到。

## 背景
1957年，珍·瑟維蘭斯在爱达荷州莫斯科出生。她回憶7歲起就開始嘗試寫故事，並「一直想成為作家」。雖然家人都喜歡閱讀，但瑟維蘭斯覺得自己並沒有從他們身上得到太多鼓勵來把寫作當成職業。
瑟維蘭斯出櫃自己是女同性戀後搬到丹佛，並在當地大學修讀學前教育，花了十年畢業的她於1970年代後期教導學前班。她參與了她稱之為「（丹佛）女同性戀社區的非常一小部分……非常年輕的女同女性主義者」活動。這個社區組織抗議遊行，並經營製作公司、報紙和女性主義書店女性與女性對話（Woman to Woman）。瑟維蘭斯觀察到同齡人有「一些相當糟糕的育兒觀」，並指出社區成員面臨著缺乏年長女同性戀的榜樣、家長教育的不足、普遍貧窮、精神疾病和藥物濫用。瑟維蘭斯認識的女同母親沒有一個計劃與女性伴侶生孩子，她們的孩子大多來自過去與男性的婚姻，認為有繪本內容是需要關於像自己社區那樣女同母親的孩子。她還注意到當代兒童讀物講述離婚的趨勢，所以在創作《當梅根離開的時候》決定「一石二鳥」，同時表述女同的母親身份和家長的分開。

## 情节
《當梅根離開的時候》講述未成年女孩香農（Shannon）的無名母親近期與伴侶梅根（Megan）分開。故事開始時，香農在自己的房子閒逛，看到了梅根的隨身物品，及讓她想到梅根的東西。香農回憶起母親和梅根分開前的生活，而母女兩人都對這場分手感到十分焦慮。
香农拿出拼图游戏，但想起母亲并不喜欢。晚饭时，她做了三明治，还有牛奶，当看到母亲吃不下去时，她很难过。因为积压的怒气和悲伤，香农在客厅大发脾气，母亲则过来安慰她。黑暗中，母女依偎在毯子里，回想同梅根一起度过的时光。两人哭过之后，精疲力尽，一起来到厨房，母亲做了两个汉堡包。故事结尾，母亲让香农去拿拼图，要和她一起玩。

## 出版
瑟維蘭斯21歲左右創作《當梅根離開的時候》，並稱整個出版過程對她來說是完全陌生的感覺。瑟維蘭斯從書背面找到北卡罗来纳州的獨立出版社棒棒糖力量（Lollipop Power）的地址，於是把手稿提交上去。棒棒糖力量於1970年創立，致力出版希望減少幼兒性別刻板印象和性別行為。出版商在編輯時違背了瑟維蘭斯的意願，重寫了這本書的一部分。棒棒糖力量還提議改掉名字「香農」和「梅根」，以免讀者認為「只有愛爾蘭血統的女性才是女同性戀」。
《當梅根離開的時候》於1979年出版，為32頁的平裝書，插圖由替·舒克（Tea Schook）創作。作品的書頁和封面全部印在紙上，用釘書機裝訂成冊，並推薦給5至12歲的讀者，但印刷後並沒有廣泛行銷。文本於1986年在雜誌《女士》重新出版，當中拿走舒克的插畫，用筆名R·明特·達伊（R. Minta Day），並刊登在由反性別歧視、反種族主義兒童小說組成的常規模塊：解放兒童的故事專題。雖然瑟維蘭斯的文字材料有在《女士》出現，但同為LGBT兒童作家的萊斯利婭·紐曼表示棒棒糖力量沒有為這本書做足夠的推廣，限制了潛在的讀者群。

## 反響
《當梅根離開的時候》發行後沒有得到主流書評雜誌的報導，但部分小眾出版物有給出評價。勒諾爾·戈登（Lenore Gordon）在1980年的《跨種族兒童圖書簡報》（Interracial Books for Children Bulletin）稱讚故事，認為「（瑟維蘭斯）溫柔的講故事口吻和對細節的運用」催生出作品的力量。《同性戀社區新聞》的嘉莉·迪爾伯恩（Carrie Dearborn）表示這本書對她和朋友有情感上的影響，稱其是「會幫助女同孩子感到不那麼孤單的作品」，並讚賞舒克藝術的裝飾性為「早期美國的女同性戀」。戈登認為舒克的插畫具有「令人愉快的兒童質量」，並發現與瑟維蘭斯的憂鬱文字調性不一樣。《WLW期刊》（WLW Journal）的卡羅琳·莫斯科維茨（Carolyn Moskovitz）覺得這齣故事「有點悲觀」。
英國教授弗吉尼亞·L·沃爾夫（Virginia L. Wolf）於1989年寫道孩童讀者可能無法理解香農母親和梅根的戀情，但成年讀者應該會理解故事的女同性戀背景。2022年，英國學者珍妮佛·米勒（Jennifer Miller）稱作品抵制規範理解方法，母親安撫女兒的簡單封面可能會給人假象，但文字「展示了情感複雜的母女關係，當中包括各種實例，像是孩子嘗試扶養母親」。
戈登雖稱讚《當梅根離開的時候》試圖描繪反性別歧視的家庭，但批評這本書呈現出「異常開放的女同生活方式」，認為這淡化了作品對更多讀者的意義。雖然部分讀者滿意對同性家庭的描繪，但有人擔心發表的首要故事是圍繞分手。幼兒教育學者丹妮·E·戴維斯（Danné E. Davis）稱部分當代女同性戀和女性主義者批評了《當梅根離開的時候》的出版時機，她們覺得作品描述分開會不利大眾對女同家庭的看法，尤其是當時女同性戀當母親的數量開始增多。瑟維蘭斯創作故事時致力描寫女同性戀和非女同性戀家庭都會面對的像是家長分開等問題。

## 後續
1970年代晚期前，市面上有非常規性別角色的繪本，但兒童繪本的媒介中沒有LGBT角色。兒童文學學者普遍認為《當梅根離開的時候》是首部囊括LGBT角色、以女同性戀為主角和講述同性分手的出版繪本。雖然故事沒有明確定義角色是「女同性戀」，但瑟維蘭斯和舒克在作品開頭的致謝辭有用這個詞來作為副文本：「這個故事是寫給所有女同母親的孩子、他們可能面臨的特殊困難、及我們希望他們能得出的理解」。截至2022年，《當梅根離開的時候》仍是唯二記載LGBT角色離婚或分手的繪本。
《當梅根離開的時候》有時會遭到遺忘，首部女同性戀角色繪本的榮譽取而代之給予萊斯利婭·紐曼的《希瑟有两个妈妈》（1989年）。當時發行《希瑟有两个妈妈》的艾莉森出版社在網站稱其為第一部女同性戀繪本。
雖然紐曼起初表示《希瑟有两个妈妈》是首部女同性戀繪本，但後來承認《當梅根離開的時候》先於她，並稱自己的作品為「首部繪本描繪兩個女同母親和她們孩子組成的幸福家庭」。瑟維蘭斯衡量《希瑟有两个妈妈》的褒貶評價，希望紐曼把其認定為「首本關於女同母親的成功書籍」。瑟維蘭斯和紐曼私下認識，都同意時機和運氣等無形因素可能促成《希瑟有两个妈妈》相對受歡迎。瑟維蘭斯還稱紐曼是「知道如何運用（作品知名度的）騙子」，而紐曼覺得棒棒糖力量出版《當梅根離開的時候》後的營銷工作做得很差。雖然兒童文學學者有探討女同性戀角色，但不知道《當梅根離開的時候》像《希瑟有两个妈妈》和其他後來包含LGBT角色的繪本一樣面臨著挑戰或試圖被禁。戴維斯在比較《當梅根離開的時候》和《希瑟有两个妈妈》的接受方式時，表示兩本書「對他們當時來說（可能）太早」。
瑟維蘭斯在《當梅根離開的時候》發行後又寫了兩本書：關於四個母親撫養女孩的繪本《許多媽咪》（1983年），及關於兩個姐妹與酗酒的女同母親同住的青年小說《鬼魂的痛苦》（Ghost Pains，1992年）。兒童文學研究員托馬斯·克里斯普（Thomas Crisp）在《兒童文學協會季刊》指出瑟維蘭斯作品對兒童文學中的酷兒生活貢獻出獨特的描寫，這種「眼力見（比其他描述）在情緒上更真實」。截至2010年，瑟維蘭斯仍在持續創作，並尋找代理商來出版更多受眾的其他作品。克里斯普於2010年稱很難找到《當梅根離開的時候》的副本。這本書基本只能在圖書特色館藏和檔案館找到，而副本在線上二級拍賣的售價可能是最初零售價1.85美元的四十倍。

### 文獻
- Bickford, John Holden; Lawson, Devanne R. . Journal of Curriculum Studies Research. 2020, 2 (1): 16–38. ISSN 2690-2788. doi:10.46303/jcsr.02.01.2 .
- Crisp, Thomas. . Children's Literature Association Quarterly. 2010, 35 (1): 87–96. ISSN 0885-0429. doi:10.1353/chq.0.1950.
- Davis, Danné E. . Multicultural Perspectives. 2016, 18 (3): 159–166. ISSN 1521-0960. S2CID 152153996. doi:10.1080/15210960.2016.1191281.
- Day, R. Minta [Severance, Jane]. . Ms. Vol. 15 no. 5. November 1986: 85–86. ISSN 0047-8318.
- Dearborn, Carrie. . Book Reviews. Gay Community News. Vol. 7 no. 50. 1980-07-12: 2. ISSN 0147-0728. hdl:2047/D20373229 .
- Gordon, Lenore. . [Review]. Interracial Books for Children Bulletin. Vol. 11 no. 1–2. 1980: 27. ISSN 0146-5562.
- Hanks, Patrick.  2nd. Oxford University Press. 2013. ISBN 978-0-19-966985-1.
- Izienicki, Hubert. . Sexualities. 2022: Article 136346072211446. ISSN 1363-4607. doi:10.1177/13634607221144627 .
- Miller, Jennifer. . University Press of Mississippi. 2022. ISBN 978-1-4968-4000-4. doi:10.2307/j.ctv2kqx0gd.
- Moskovitz, Carolyn. . [Review]. WLW Journal. Vol. 5 no. 6. 1980: 24. ISSN 0272-1996.
- Naidoo, Jamie Campbell. . Libraries Unlimited. 2012. ISBN 9781598849608.
- Naidoo, Jamie Campbell. . . By Dorr, Christina; Deskins, Liz. American Library Association. 2018: iv–xxix. ISBN 978-0-8389-1649-0.
- Nel, Philip. . WSQ: Women's Studies Quarterly. 2015, 43 (1–2): 282–286. ISSN 0732-1562. S2CID 83058232. doi:10.1353/wsq.2015.0019.
- Peel, Katie R. . Journal of Lesbian Studies. 2015, 19 (4): 470–483. ISSN 1089-4160. PMID 26264992. S2CID 6253368. doi:10.1080/10894160.2015.1057076.
- Rudman, Masha Kabakow.  3rd. Longman. 1995. ISBN 978-0801305375.
- Rudolph, Dana. . Family Equality Council. 2017-10-20  [2018-10-25]. （原始内容存档于2018-10-25）.
- Severance, Jane. . Lollipop Power. 1979. ISBN 0-914996-22-3.
- Sojourner, Susan. . Off Our Backs. Vol. 12 no. 6. 1982: 16. ISSN 0030-0071. JSTOR 25774469.
- Wolf, Virginia L. . Children's Literature in Education. 1989, 20 (1): 51–58. ISSN 0045-6713. S2CID 144389083. doi:10.1007/BF01128040.

## 外部連結
- 收藏的《當梅根離開的時候》